# يروين فيلدماتي
يروين فيلدماتي (بالهولندية: Jeroen Veldmate) (8 نوفمبر 1988 بخرونينغن في هولندا - ) هو لاعب كرة قدم هولندي في مركز الدفاع. لعب مع سبارتا روتردام ونادي غرونينغن وهيراكليس ألميلو وهيلموند سبورت ونادي فيبورج.

## روابط خارجية
- يروين فيلدماتي على موقع قاعدة بيانات كرة القدم.إي يو (الإنجليزية)
- يروين فيلدماتي على موقع Soccerway.com (الإنجليزية)
- يروين فيلدماتي على موقع عالم كرة القدم.نت (الإنجليزية)